# Ringgold, Georgia
Ringgold är administrativ huvudort i Catoosa County i Georgia och countyts näst största ort efter Fort Oglethorpe. Orten fick sitt namn efter militären Samuel Ringgold som stupade i mexikansk-amerikanska kriget. Enligt 2010 års folkräkning hade Ringgold 3 580 invånare.